# Nyctophilus microtis
Nyctophilus microtis is een vleermuis uit het geslacht Nyctophilus die voorkomt op Nieuw-Guinea en de nabijgelegen eilanden Salawati en Nieuw-Ierland. Het enige exemplaar dat bekend is van Salawati is iets kleiner dan Nieuw-Guinese exemplaren; mogelijk is het een aparte ondersoort. N. microtis is een kleine Nyctophilus met korte oren en een korte vacht. De kop-romplengte bedraagt 42,5 tot 48,1 mm, de staartlengte 37,9 tot 42,5 mm, de voorarmlengte 37,1 tot 39,8 mm, de tibialengte 16,8 tot 18,0 mm, de achtervoetlengte 7 tot 8,7 mm, de oorlengte 15,6 tot 17,7 mm en het gewicht 6 tot 8 g.
Nyctophilus arnhemensis · Nyctophilus bifax · Nyctophilus corbeni · Nyctophilus daedalus · Nyctophilus geoffroyi · Nyctophilus gouldi · Nyctophilus heran · Nyctophilus holtorum · Nyctophilus howensis · Nyctophilus major · Nyctophilus microdon · Nyctophilus microtis · Nyctophilus nebulosus · Nyctophilus sherrini · Nyctophilus shirleyae · Nyctophilus timoriensis · Nyctophilus walkeri